# Верховой (посёлок)
Верховой — поселок в Суражском районе Брянской области в составе Овчинского сельского поселения.

## География
Находится в северо-западной части Брянской области на расстоянии приблизительно 8 км на северо-восток по прямой от районного центра города Сураж.

## История
Возник в начале XX века. В XX веке работал одноименный колхоз. На карте 1941 года отмечен как поселение с 25 дворами.

## Население
Численность населения: 160 человек (1926 год), 61 (русские 98 %) в 2002 году, 39 в 2010.